# VB Vágur
Vágs Bóltfelag (forkortes til VB, på andre sprog ofte skrevet som VB Vágur) er en håndboldklub fra Færøerne og forhenværende fodboldklub, som blev etableret den 5. juni 1905 i Vágur. Klubben har et hold i damernes liga, som af sponsorårsager kaldes Hvonndeildin, mens mændene har et hold i Færøernes næstbedste division, 1. deild. Kvinderne har også et hold i 1. deild og så er der flere hold i børne- og ungdomsrækkerne.

## Titler, håndbold
VB's damehold i kvindeligaen har tre gange vundet Færømesterskabet:
- 1950
- 2003
- 2005